# Scherma ai Giochi della VIII Olimpiade - Spada a squadre maschile
La competizione della spada a squadre maschile  di scherma ai Giochi della VIII Olimpiade si tenne nei giorni dal 6 al 9 luglio 1924 presso lo stadio di Colombes a Parigi

## Risultati

### 1 Turno
Si disputò il 6 luglio. 5 gruppi, le prime due squadre avanzarono ai quarti di finale.
| Pos. | Nazione  | Atleta | Vittorie | VI | SI | Incontri          | Incontri          | Incontri            | Incontri |
| Pos. | Nazione  | Atleta | Vittorie | VI | SI | Spagna (bandiera) | Italia (bandiera) | Norvegia (bandiera) |          |
| ---- | -------- | --- | -------- | -- | -- | ----------------- | ----------------- | ------------------- | -------- |
| 1    | Spagna   | Jesús López de Lara, Domingo García, Diego Díez, Miguel Zabalza, Juan Delgado, Félix de Pomés                | 1        | 17 | 15 | X                 | 9-7               | 8-8                 |          |
| 2    | Italia   | Marcello Bertinetti, Giovanni Canova, Vincenzo Cuccia, Giulio Basletta, Virgilio Mantegazza, Oreste Moricca, | 1        | 16 | 16 | 7-9               | X                 | 9-7                 |          |
| 3    | Norvegia | Raoul Heide, Johan Falkenberg, Frithjof Lorentzen, Sigurd Akre-Aas                                           | 0        | 15 | 17 | 8-8               | 7-9               | X                   |          |

| Pos. | Nazione       | Atleta                                                                                           | Vittorie | VI | SI | Incontri          | Incontri                 | Incontri             | Incontri |
| Pos. | Nazione       | Atleta                                                                                           | Vittorie | VI | SI | Belgio (bandiera) | Gran Bretagna (bandiera) | Argentina (bandiera) |          |
| ---- | ------------- | ------------------------------------------------------------------------------------------------ | -------- | -- | -- | ----------------- | ------------------------ | -------------------- | -------- |
| 1    | Belgio        | Fernand de Montigny, Charles Delporte, Joseph De Craecker, Léon Tom, Paul Anspach, Ernest Gevers | 1        | 11 | 5  | X                 | ND                       | 11-5                 |          |
| 2    | Gran Bretagna | Charles Notley, Archibald Craig, Martin Holt, Robert Frater, Charles Biscoe, Robert Montgomerie  | 1        | 9  | 8  | ND                | X                        | 9-8                  |          |
| 3    | Argentina     | Pedro Nazar, Cipriano Pons, Wenceslao Paunero, Luis Lucchetti                                    | 0        | 13 | 20 | 5-11              | 8-9                      | X                    |          |

| Pos. | Nazione     | Atleta | Vittorie | VI | SI | Incontri           | Incontri               | Incontri          | Incontri |
| Pos. | Nazione     | Atleta | Vittorie | VI | SI | Francia (bandiera) | Stati Uniti (bandiera) | Svezia (bandiera) |          |
| ---- | ----------- | --- | -------- | -- | -- | ------------------ | ---------------------- | ----------------- | -------- |
| 1    | Francia     | Lucien Gaudin, Georges Buchard, Roger Ducret, Georges Tainturier, André Labatut, Alexandre Lippmann, Robert Liottel | 1        | 13 | 3  | X                  | ND                     | 13-3              |          |
| 2    | Stati Uniti | Arthur Lyon, Donald Waldhaus, William Russell, Leon Shore, Allan Milner, George Calnan, George Breed                | 1        | 9  | 7  | ND                 | X                      | 9-7               |          |
| 3    | Svezia      | Nils Hellsten, Gustaf Dyrssen, Carl Gripenstedt, Bertil Uggla, Gustaf Lindblom                                      | 0        | 10 | 22 | 3-13               | 7-9                    | X                 |          |

| Pos. | Nazione     | Atleta | Vittorie | VI | SI | Incontri              | Incontri               | Incontri             | Incontri           |
| Pos. | Nazione     | Atleta | Vittorie | VI | SI | Portogallo (bandiera) | Paesi Bassi (bandiera) | Danimarca (bandiera) | Uruguay (bandiera) |
| ---- | ----------- | --- | -------- | -- | -- | --------------------- | ---------------------- | -------------------- | ------------------ |
| 1    | Portogallo  | Rui Mayer, Jorge de Paiva, António de Menezes, Henrique da Silveira, Frederico Paredes, Paulo Leal, Mário de Noronha, António Leite | 2        | 26 | 22 | X                     | 6-10                   | 10-6                 | 10-6               |
| 2    | Paesi Bassi | Jan de Beaufort, Wouter Brouwer, Arie de Jong, Pieter van Boven, Henri Wijnoldy-Daniëls, Willem van Blijenburgh                     | 2        | 26 | 22 | 10-6                  | X                      | 7-9                  | 9-7                |
| 3    | Danimarca   | Ivan Osiier, Jens Berthelsen, Viggo Stilling-Andersen, Peter Ryefelt                                                                | 1        | 22 | 26 | 6-10                  | 9-7                    | X                    | 7-9                |
| 4    | Uruguay     | Domingo Mendy, Héctor Belo, Conrado Rolando, Santos Ferreira                                                                        | 1        | 22 | 26 | 6-10                  | 7-9                    | 9-7                  | X                  |

| Pos. | Nazione  | Atleta                                                                                                | Vittorie | VI | SI | Incontri            | Incontri        | Incontri          | Incontri |
| Pos. | Nazione  | Atleta                                                                                                | Vittorie | VI | SI | Svizzera (bandiera) | Cuba (bandiera) | Grecia (bandiera) |          |
| ---- | -------- | --- | -------- | -- | -- | ------------------- | --------------- | ----------------- | -------- |
| 1    | Svizzera | Henri Jacquet, John Albaret, Constantin Antoniades, Eugène Empeyta, Frédéric Fitting, Édouard Fitting | 1        | 12 | 4  | X                   | ND              | 12-4              |          |
| 2    | Cuba     | Ramón Fonst, Salvador Quesada, Osvaldo Miranda, Alfonso López, Ramíro Mañalich, Eduardo Alonso        | 1        | 9  | 7  | ND                  | X               | 9-7               |          |
| 3    | Grecia   | Tryfon Triantafyllakos, Evangelos Skotidas, Konstantinos Nikolopoulos, Konstantinos Kotzias           | 0        | 11 | 21 | 4-12                | 7-9             | X                 |          |

### Quarti di finale
Si disputarono il 7 luglio. 3 gruppi, le prime due squadre avanzarono alle semifinali.
| Pos. | Nazione       | Atleta | Vittorie | VI | SI | Incontri              | Incontri          | Incontri        | Incontri                 |
| Pos. | Nazione       | Atleta | Vittorie | VI | SI | Portogallo (bandiera) | Spagna (bandiera) | Cuba (bandiera) | Gran Bretagna (bandiera) |
| ---- | ------------- | --- | -------- | -- | -- | --------------------- | ----------------- | --------------- | ------------------------ |
| 1    | Portogallo    | Rui Mayer, Jorge de Paiva, António de Menezes, Henrique da Silveira, Frederico Paredes, Paulo Leal, Mário de Noronha, António Leite | 2        | 23 | 9  | X                     | ND                | 11-5            | 12-4                     |
| 2    | Spagna        | Jesús López de Lara, Domingo García, Diego Díez, Miguel Zabalza, Juan Delgado, Félix de Pomés                                       | 2        | 20 | 12 | ND                    | X                 | 9-7             | 11-5                     |
| 3    | Cuba          | Ramón Fonst, Salvador Quesada, Osvaldo Miranda, Alfonso López, Ramíro Mañalich, Eduardo Alonso                                      | 0        | 12 | 20 | 5-11                  | 7-9               | X               | ND                       |
| 4    | Gran Bretagna | Charles Notley, Archibald Craig, Martin Holt, Robert Frater, Charles Biscoe, Robert Montgomerie                                     | 0        | 9  | 23 | 4-12                  | 5-11              | ND              | X                        |

| Pos. | Nazione     | Atleta                                                                                                | Vittorie | VI | SI | Incontri          | Incontri               | Incontri            | Incontri |
| Pos. | Nazione     | Atleta                                                                                                | Vittorie | VI | SI | Belgio (bandiera) | Stati Uniti (bandiera) | Svizzera (bandiera) |          |
| ---- | ----------- | --- | -------- | -- | -- | ----------------- | ---------------------- | ------------------- | -------- |
| 1    | Belgio      | Fernand de Montigny, Charles Delporte, Joseph De Craecker, Léon Tom, Paul Anspach, Ernest Gevers      | 1        | 13 | 3  | X                 | ND                     | 13-3                |          |
| 2    | Stati Uniti | Arthur Lyon, Donald Waldhaus, William Russell, Leon Shore, Allan Milner, George Calnan, George Breed  | 1        | 8  | 8  | ND                | X                      | 8-8 (21-19)         |          |
| 3    | Svizzera    | Henri Jacquet, John Albaret, Constantin Antoniades, Eugène Empeyta, Frédéric Fitting, Édouard Fitting | 0        | 11 | 21 | 3-13              | 8-8 (19-21)            | X                   |          |

| Pos. | Nazione     | Atleta | Vittorie | VI | SI | Incontri           | Incontri          | Incontri               | Incontri |
| Pos. | Nazione     | Atleta | Vittorie | VI | SI | Francia (bandiera) | Italia (bandiera) | Paesi Bassi (bandiera) |          |
| ---- | ----------- | --- | -------- | -- | -- | ------------------ | ----------------- | ---------------------- | -------- |
| 1    | Francia     | Lucien Gaudin, Georges Buchard, Roger Ducret, Georges Tainturier, André Labatut, Alexandre Lippmann, Robert Liottel | 1        | 13 | 3  | X                  | ND                | 13-3                   |          |
| 2    | Italia      | Marcello Bertinetti, Giovanni Canova, Vincenzo Cuccia, Giulio Basletta, Virgilio Mantegazza, Oreste Moricca,        | 1        | 10 | 6  | ND                 | X                 | 10-6                   |          |
| 3    | Paesi Bassi | Jan de Beaufort, Wouter Brouwer, Arie de Jong, Pieter van Boven, Henri Wijnoldy-Daniëls, Willem van Blijenburgh     | 0        | 9  | 23 | 3-13               | 6-10              | X                      |          |

### Semifinali
Si disputarono l'8 luglio. 2 gruppi, le prime due squadre avanzarono alla finale.
| Pos. | Nazione     | Atleta | Vittorie | VI | SI | Incontri           | Incontri              | Incontri               | Incontri |
| Pos. | Nazione     | Atleta | Vittorie | VI | SI | Francia (bandiera) | Portogallo (bandiera) | Stati Uniti (bandiera) |          |
| ---- | ----------- | --- | -------- | -- | -- | ------------------ | --------------------- | ---------------------- | -------- |
| 1    | Francia     | Lucien Gaudin, Georges Buchard, Roger Ducret, Georges Tainturier, André Labatut, Alexandre Lippmann, Robert Liottel                 | 1        | 10 | 6  | X                  | ND                    | 10-6                   |          |
| 2    | Portogallo  | Rui Mayer, Jorge de Paiva, António de Menezes, Henrique da Silveira, Frederico Paredes, Paulo Leal, Mário de Noronha, António Leite | 1        | 10 | 6  | ND                 | X                     | 10-6                   |          |
| 3    | Stati Uniti | Arthur Lyon, Donald Waldhaus, William Russell, Leon Shore, Allan Milner, George Calnan, George Breed                                | 0        | 12 | 20 | 6-10               | 6-10                  | X                      |          |

| Pos. | Nazione | Atleta | Vittorie | VI | SI | Incontri          | Incontri          | Incontri          | Incontri |
| Pos. | Nazione | Atleta | Vittorie | VI | SI | Italia (bandiera) | Belgio (bandiera) | Spagna (bandiera) |          |
| ---- | ------- | --- | -------- | -- | -- | ----------------- | ----------------- | ----------------- | -------- |
| 1    | Italia  | Marcello Bertinetti, Giovanni Canova, Vincenzo Cuccia, Giulio Basletta, Virgilio Mantegazza, Oreste Moricca, | 1        | 10 | 6  | X                 | ND                | 10-6              |          |
| 2    | Belgio  | Fernand de Montigny, Charles Delporte, Joseph De Craecker, Léon Tom, Paul Anspach, Ernest Gevers             | 1        | 9  | 7  | ND                | X                 | 9-7               |          |
| 3    | Spagna  | Jesús López de Lara, Domingo García, Diego Díez, Miguel Zabalza, Juan Delgado, Félix de Pomés                | 0        | 13 | 19 | 6-10              | 7-9               | X                 |          |

### Finale
Si disputò il 9 luglio.
| Pos.    | Nazione    | Atleta | Vittorie | VI | SI | Incontri           | Incontri          | Incontri          | Incontri              |
| Pos.    | Nazione    | Atleta | Vittorie | VI | SI | Francia (bandiera) | Belgio (bandiera) | Italia (bandiera) | Portogallo (bandiera) |
| ------- | ---------- | --- | -------- | -- | -- | ------------------ | ----------------- | ----------------- | --------------------- |
| Oro     | Francia    | Lucien Gaudin, Georges Buchard, Roger Ducret, Georges Tainturier, André Labatut, Alexandre Lippmann, Robert Liottel                 | 3        | 29 | 19 | X                  | 10-6              | 8-8 (21-20)       | 11-5                  |
| Argento | Belgio     | Fernand de Montigny, Charles Delporte, Joseph De Craecker, Léon Tom, Paul Anspach, Ernest Gevers                                    | 2        | 26 | 22 | 6-10               | X                 | 11-5              | 9-7                   |
| Bronzo  | Italia     | Marcello Bertinetti, Giovanni Canova, Vincenzo Cuccia, Giulio Basletta, Virgilio Mantegazza, Oreste Moricca,                        | 1        | 21 | 26 | 8-8 (20-21)        | 5-11              | X                 | 8-7                   |
| 4       | Portogallo | Rui Mayer, Jorge de Paiva, António de Menezes, Henrique da Silveira, Frederico Paredes, Paulo Leal, Mário de Noronha, António Leite | 0        | 19 | 28 | 5-11               | 7-9               | 7-8               | X                     |